# Fregene
Fregene is een plaats (frazione) in de Italiaanse gemeente Fiumicino.